# Roman Fehr
Roman Fehr (* 1991) ist ein Schweizer Unihockeyspieler. Er steht beim Nationalliga-B-Vertreter UHC Sarganserland unter Vertrag.

## Karriere
Fehr begann seine Karriere beim UHC Alligator Malans. Er spielte bis im Sommer 2012 in der U21-Mannschaft von Malans. Er konnte sich allerdings nicht für die erste Mannschaft der Bündner aufdrängen.

### UHC Sarganserland
Nach seiner letzten U21-Saison wechselte er zum UHC Sarganserland in die Nationalliga B. Bei Sarganserland entwickelte er sich rasch zum Stammspieler und gehörte zu den besten Skorern seiner Mannschaft. Während er bei seiner ersten Saison noch Schwierigkeiten hatte, konnte er seine Punkteausbeute in den kommenden hoch halten und spielte sich somit in den Fokus des UHC Alligator Malans.

### UHC Alligator Malans
Im Frühjahr 2017 gab der UHC Alligator Malans den Transfer Fehrs bekannt.

### UHC Sarganserland
Am 22. Mai 2018 verkündete der UHC Alligator Malans, dass sich Fehr wieder seinem ehemaligen Verein anschliessen wird.